# Cherokee megye (Texas)
Cherokee megye az Amerikai Egyesült Államokban, azon belül Texas államban található. Megyeszékhelye Rusk, legnagyobb városa Jacksonville. Lakosainak száma 50 412 fő (2020. április 1.). Cherokee megye Angelina, Anderson, Henderson, Nacogdoches, Smith, Rusk és Houston megyékkel határos.

## Népesség
A megye népességének változása:
| Lakosok száma | 50 878 | 50 969 | 51 154 | 50 878 | 51 542 | 50 412 |
|               | 2010   | 2011   | 2012   | 2013   | 2015   | 2020   |